# Бьянки, Франческо (скрипач)
Франческо Бьянки (итал. Francesco Bianchi; 20 ноября 1821, Асти — 18 декабря 1875, Монкальери) — итальянский скрипач и дирижёр.
Учился первоначально у своего отца, затем у Джованни Баттиста Полледро. C 1839 г. играл в Туринской королевской капелле, с 1853 г. ассистент концертмейстера Джузеппе Гебарта. В 1857 г. с открытием в Турине нового Театра Виктора Эммануила возглавил его оркестр. В 1865 г. сменил Гебарта на посту концертмейстера Королевской капеллы, включая и спектакли Королевского театра. С 1868 г. первый преподаватель скрипки в Туринском музыкальном лицее, среди его учеников Каролина Ферни. C 1870 г. на пенсии по болезни.